# Rushville (Nebraska)
Rushville – miasto w Stanach Zjednoczonych, w stanie Nebraska, siedziba administracyjna hrabstwa Sheridan.